# Елизабет Бари
Елизабет Бари (на английски: Elizabeth Barry) е английска театрална актриса от епохата на Реставрацията. Играе в повече от 100 роли. Считана е за първата велика актриса на Англия.
Най-голямото ѝ влияние върху драматургията на Реставрацията е представянето ѝ като изпълнителка на ролята на трагична актриса. По време на успешната си кариера работи в големи престижни лондонски театрални трупи: от 1675 г. в Трупата на Херцога, през 1682 – 1695 г. в монополната „Обединена трупа“ и от 1695 г. нататък като член на актьорския кооператив „Трупата на Бетъртън“, на когото е един от първите акционери. Нейната сценична кариера започва 15 години, след като първите по рода си професионални актриси заместват шекспировите героини, играни от мъже, на лондонската сцена.
Актьорът Томас Бетъртън казва, че актьорското ѝ майсторство е донесло „успех на пиеси, които биха отвратили и най-търпеливия читател“, а критикът и драматургът Джон Денис я описва като „онази несравнима актриса, която се променя като Природата, която представлява, от страст към страст, от крайност към крайност, с пронизваща сила и с лека грация“.

## Биография и кариера

### Начални години
Бари е родена около 1658 г. или вероятно през 1656/1657 г. Баща ѝ Робърт Бари е адвокат. Той основава полк за Чарлз I със собствени разходи и започва да се нарича „полковник Бари“. Според Едмънд Кърл – вероятен автор на The History of the English Stage (1741) полкът го докарва до финансов крах и той е принуден да остави децата си сами да си изкарват прехраната. Преди 1668 г., когато умира британският драматург сър Уилям Девънант, Елизабет е под неговата протекция в Лондон.
Около 1673 г. тя започва сценичната си дейност в театър Dorset Garden в Лондон. На 17-годишна възраст играе камериерката Драксилия в пиесата Alcibiades на Томас Отуей. Нейните съвременници (и в частност – актьорът Коли Сибър) казват, че изпълнението ѝ е толкова лошо, че тя е уволнена от Трупата на Херцога. За последвалите събития има история, публикувана за първи път в „Апология“ на Коли Сибър (Apology for the Life of Colley Cibber, 1740), а по-късно разработена и разширена в „История на английската сцена" на Едмънд Кърл. През 1673 г. Джон Уилмът, 2-ри граф Рочестър, залага пари, че за половин година ще успее да направи от Бари първокласна актриса. Според Кърл той самостоятелно се заема с нейното обучение и след като открива, че тя е напълно лишена от музикален слух, намира начин да компенсира това, като я научава да свикне с образа и чувствата на персонажа и така да се превъплъти в него на сцената. Кърл твърди, че Рочестър е обучил Бари да играе унгарската кралица Изабела в трагедията на Роджър Бойл Орери „Мустафа“, но няма доказателства тя да е играла в тази роля. Впоследствие тази история е подлагана на съмнение от изследователите.
През 1675 г. Бари и Рочестър са любовници и връзката им продължава около пет години. През 1677 г. тя му ражда дъщеря на име Елизабет, починала през 1689 г. Отношенията между двамата се изострят, след като графът започва да се възмущава от успехите ѝ. Тя ражда дъщеря и от драматурга Джордж Етъридж – приятел и любовник на Рочестър.
Бари черпи от връзката си с Рочестър за много от сексуалните си изпълнения. Докато множество източници потвърждават, че Рочестър е бил любовник на Бари, единственият източник за обучението ѝ е „Животът на Бари“, публикуван през 1741 г., т.е. 65 години след събитията, от Едмънд Кърл, известен със своите измислени и неточни биографии.
Бари е успешна комедийна актриса, която създава разнообразни героини на Реставрационната комедия през цялата си кариера, но най-голямото ѝ въздействие върху Реставрационната драма тя има като трагична актриса. Капацитетът ѝ за проектиране на патос е вдъхновение за драматурзите Томас Отуей и Томас Саудърн в трите известни трагични роли, които те пишат за нея: Монимия в пиесата на Отуей „Сирачето“ (1680), Белвидера в пиесата на му „Запазена Венеция“ (1682) и Изабела в пиесата на Саудърн „Фаталният брак“ (1694). Тези три роли, пише суфльорът Джон Даунс, „ѝ спечелиха името на известната г-жа Бари, както в двора, така и в града, понеже всеки път, когато изпълняваше някоя от тези три роли, тя докарваше сълзи в очите на своята аудитория, особено на тези, които изпитват чувство на съжаление към бедстващите.“ Тя играе във всички пиеси на Отуей, а драматургът адаптира ролите за нея, отчитайки особеностите на нейния талант.
В своята автобиография, много години по-късно, Коли Сибър си спомня за силата на гласа ѝ: „Когато страданието от нежност я завладя, тя утихна в най-въздействащата мелодия и мекота. В изкуството на вълнуващото съжаление тя имаше сила повече от всички актриси, които съм виждал до този момент, или онова, което вашето въображение може да си представи“. В книгата си от 1994 г. The First English Actresses: Women and Drama 1660 – 1700 Елизабет Хау твърди, че именно успехът на Бари в ролята на Монимия „е изместило движението далеч от героичната драма и е започнало утвърждаването на „тя-трагедията“ като популярен жанр.“ Известна също като „патетична трагедия“, в нея невинни жени са представяни като сексуални обекти и като жертви на мъжката похот.
Бари винаги е описвана като обикновена жена. Портретите ѝ загатват за интелигентност и силни черти. Драматургът Томас Шадуел пише в писмо през 1692 г., че е щяло да бъде по-добре тя да постави „Изнасилването“ на Никълъс Брейди в римска дреха, а след това в мантия, която да покрие бедрата ѝ. Очевидно нищо от това не е имало значение за съвременниците ѝ. Въпреки че Бари е „най-грозната жена“ в света извън сцената, пише анонимен автор в „Сравнение между две сцени“ (1702), тя е „най-добрата жена в света на сцената“.
Актьорският стил на Бари е неразривна част от влиянието на собствената ѝ личност и живот. Елизабет като личност е виждана като красива и добродетелна. Въпреки че много от персонажите, които играе, са девственици, се знае за връзката ѝ с Рочестър. Известно е също така, че тя е се вдъхновява от сексуалната си връзка с него в много от своите изпълнения. По онова време е видно също, че тялото на Бари има метафорично значение за описанието на нейния персонаж. Когато актрисата участва в „Сирачето“, се подразбира, че „тропът на женските гърди представлява невинност или разруха (предвид многобройните препратки към „подутите гърди“ или „белите гърди“ на Монимия). По този начин Отуей използва разчленяването на женското тяло, изразено чрез „изкривените гърди, изцапани с кръв“, за да обозначи разрухата на държавата“.

### По-нататъшна кариера
В по-късната си кариера Бари получава повече роли на майчинска фигура, отколкото на сексуален обект. Тя работи за Трупата на Херцога от 1675 до 1682 г. и играе ролята на Корделия като антипод на крал Лир (Томас Бетъртън) в адаптацията на Наум Тейт от 1681 г. на Шекспировата „Крал Лир“. Бари играе както комедийни, така и драматични роли, но нейният темперамент, подобно на сценичния ѝ партньор Томас Бетъртън, е най-подходящ за създаване на трагични роли. Специално за тях Томас Отуей пише „Запазената Венеция“, на чиято премиера на 9 февруари 1682 г. Бари играе ролята на Белвидера. Отуей е доста увлечен по актрисата; запазена е тяхна кореспонденция, в която тя изглежда капризна, язвителна и незаинтересована от влюбения в нея драматург.
След обединяването на трупите на Херцога и на Краля през 1682 г. Бари става безспорен лидер на новосформираната Обединена трупа (United Company), която в продължение на 12 години е единствената театрална трупа в Лондон. Липсата на конкурентни трупи оставя актьорите в слаба пазарна позиция по отношение на управлението. През 1692 г. Джон Драйдън пише за нейното изпълнение на ролята на Касандра в трагедията му „Клеомен“: „Госпожа Бари, винаги великолепна, надмина себе си в тази трагедия и придоби репутация, каквато никоя жена не е виждала на сцената.“
През 1695 г., една година след участието си в пиесата „Фаталният брак“, Бари решава да напусне Обединената трупа поради спор за заплата. Тя е сред актьорите, които пишат петиция до лорд Чембърлейн, оплаквайки се от заплатите и условията на труд. В резултат на това те получават разрешение да създадат нова театрална трупа в Lincoln's Inn Fields и така се ражда Трупата на Бетъртън (Betterton's Company). Бари продължава да работи за новата трупа с актьора Томас Бетъртън и актрисата Ан Брейсгърдъл. Тя е един от първоначалните акционери и е сред лидерите в нея. Първата поставена пиеса е големият хит Love For Love на Уилям Конгрийв през 1695 г. Трупата продължава успешно да се конкурира с United's Rich Company. Съществува огромна разлика в заплащането между актьорите и актрисите, тъй като Бетъртън взима 4 лири и 20 шилинга на седмица, а Бари получава само 2 лири и 10 шилинга. Бари получава високи хонорари и неведнъж става обект на сатира от своите съвременници, които се подиграват с любовта ѝ към парите. Освен това тя има репутацията на свободолюбива жена с многобройни любовници и се радва на тяхната щедрост. Независимо от това нейните професионални умения не са поставяни под съмнение и Елизабет Бари е призната за най-добрата актриса на своето време.
Бари се оттегля официално от сцената през 1710 г. на около 52-годишна възраст. Актьорската ѝ кариера продължава общо 35 години. Тя прекарва последните си години, получавайки редовно помощ от театъра, в провинциална къща в Актън. През 1713 г., според един от нейните съвременници, тя е ухапана от домашното си куче, което се оказва заразено от бяс. На 4 ноември Бари се чувства много зле и започва да пише завещанието си. На 7 ноември 1713 г. умира на 55/57-годишна възраст.

## Основни роли и пиеси
| Заглавие и година                          | Оригинално заглавие         | Драматург        | Роля                  |
| ------------------------------------------ | --------------------------- | ---------------- | --------------------- |
| Алкивиад (1675)                            | Alcibiades                  | Томас Отуей      | Камериерката Драксила |
| Мустафа (1676)                             | Mustapha                    | Граф Оръри       | Кралица Изабел        |
| Контето (1676)                             | Man of Mode                 | Джордж Етъридж   | Г-жа Ловит            |
| Скитникът (1677)                           | The Rover                   | Афра Бен         | Хелена                |
| Сирачето (1680)                            | The Orphan                  | Томас Отуей      | Монимия               |
| Запазена Венеция (1682)                    | Venice Preserv'd            | Томас Отуей      | Белвидера             |
| Последната молитва на прислужницата (1692) | The Maid's Last Prayer      | Томас Саудърн    | Лейди Малпърт         |
| Клеомен, спартанският герой (1692)         | Cleomenes, the Spartan Hero | Джон Драйдън     | Касандра              |
| Фаталният брак (1694)                      | The Fatal Marriage          | Томас Саудърн    | Изабела               |
| Кралската пакост (1696)                    | The Royal Mischief          | Деларивиер Манли | Оме                   |
| Опечалената булка (1697)                   | The Mourning Bride          | Уилям Конгрийв   | Зара                  |
| Истинският каещ се (1702)                  | The Fair Penitent           | Никълас Роу      | Калиста               |
| Всичко за любовта (1704)                   | All For Love                | Джон Драйдън     | Клеопатра             |
| Одисей (1705)                              | Ulysses                     | Никълас Роу      | Пенелопа              |
| Кралската смяна (1707)                     | The Royal Convert           | Никълас Роу      | Родогуне              |

## В популярната култура
Бари е второстепенна героиня в пиесата на Стивън Джефрис „Развратникът“ (The Libertine, 1994) за живота на Джон Уилмът, както и в едноименната ѝ филмова адаптация от 2004 г., в която в ролята ѝ изпълнява Саманта Мортън. Бари се появява и като героиня в пиесата от 2015 г. „[изход г-жа Бен] или Играта на Лео“ ([exit Mrs Behn] or, The Leo Play) от Кристофър ванДер Арк.